# 유총 (진민왕)
진민왕 유총(陳愍王 劉寵, ? ~ 197년)은 후한의 제후국 진나라의 왕이다.

## 생애
아버지 효왕의 뒤를 이어 진왕이 되었다.
패상 위음(魏愔)은 예전에 진상 시절에 유총과 함께 천신(天神)에게 제사를 올린 적이 있었는데, 희평 2년(173년), 후임 진상 사천(師遷)이 이를 두고 유총과 위음이 모반하였다고 조정에 고발하였다. 영제는 일전에 발해왕 유회가 모반죄로 죽은 일이 있어 또 벌을 내리는 것이 내키지 않았고, 중상시 왕보는 영제의 조서를 받들어 위음과 사천을 북시(北寺)의 조옥(詔獄)으로 데려와 상서령·시어사와 함께 문초하였다. 위음은 유총과 함께 황로군(黃老君)에게 장수를 빌었을 뿐 모반의 뜻이 없었다고 항변하였고, 왕보 등은 위음이 진상 시절에 일을 올바르게 처리하여 흐트러진 적이 없었음을 들며 사천이 유총을 무고한 것이라고 판결하였다. 결국 사천은 주살되었고, 유총은 사면받았다.
유총은 쇠뇌를 잘 쏴서 열 발을 쏘면 열 발을 모두 맞혔고, 화살이 모두 같은 자리에 꽂혔다. 중평 연간에 황건적이 난을 일으키니 군현의 관리들은 모두 성을 버리고 달아났는데, 강노(強弩) 수천 대를 갖고 있었던 유총은 군사를 이끌고 도정(都亭)으로 출진하였다. 진나라 사람들은 유총이 활쏘기를 잘한다는 걸 익히 알고 있었기 때문에 감히 반란을 일으킬 엄두조차 내지 않았다. 덕분에 오로지 진나라만 봉국을 온전히 지켰고, 진나라에 귀부한 백성이 십여 만에 이르렀다.
헌제 초기에 이르러 의병들이 일어나니 유총은 병력을 이끌고 양가(陽夏)에 주둔하였고, 스스로 보한대장군(輔漢大將軍)이라고 칭하였다.
건안 2년(197년), 천하에 기근이 들어 강수(江水)·회수(淮水) 사람들이 서로 잡아먹기에 이르렀다. 진상 낙준은 주변 군에서 유민이 들어오니 사비를 털어 식량을 풀었고, 덕분에 많은 백성들이 목숨을 구하였다. 이때 원술 또한 낙준에게 식량을 요청하였으나 낙준은 이를 거절하였다. 원술은 이를 원망하여 자객을 보내 유총과 낙준을 죽였고, 진나라는 멸망하였다. 시호를 민(愍)이라 하였다.

## 출전
- 범엽, 《후한서》 권8 효영제기·권9 효헌제기·권50 효명팔왕열전
- 진종 外, 《동관한기》 권3

| 선대 아버지 진효왕 유승 | 후한의 진왕 ? - 197년 | 후대 (봉국 폐지) |